# Il cane (film)
Il cane è un cortometraggio del 2011 diretto da Andrea Zaccariello.

## Trama
Un matrimonio fallito, senza un soldo e pieno di debiti. Un uomo ormai alla deriva si trova davanti ad una villa isolata con un cappio in mano, prova a fare un'ultima telefonata di addio ma cade la linea. Un gesto estremo e tutto sarà finito. E dall'altra parte del cancello un cane che lo farà risvegliare da un incubo o dalla dura realtà?

## Riconoscimenti
- 2011 - Algidus Art Film Festival
  - Premio maschera d'argento al miglior attore protagonista (Luca Lionello)[1]
- 2011 - Genova Film Festival
  - Menzione speciale della critica[2]
- 2011 - MedFilm Festival
  - Premio Cervantes per il cortometraggio[3]
- 2011 - I've Seen Films - International Film Festival
  - Menzione speciale della giuria